# Jean-Paul Bertrand-Demanes
Jean-Paul Bertrand-Demanes (født 13. maj 1952 i Casablanca, Marokko) er en tidligere fransk fodboldspiller, der tilbragte hele sin karriere, mellem 1969 og 1987, som målmand i Ligue 1-klubben FC Nantes. Med klubben vandt han fire franske mesterskaber og én Coupe de France-titel.
Bertrand-Demanes blev desuden noteret for elleve kampe for Frankrigs landshold. Han deltog ved VM i 1978 i Argentina.

## Titler
Ligue 1
- 1973, 1977, 1980 og 1983 med FC Nantes

Coupe de France
- 1979 med FC Nantes